# Crimson Tide de l'Alabama
Le Crimson Tide de l'Alabama (en anglais : Alabama Crimson Tide) est un club omnisports universitaire qui se réfère aux 21 équipes sportives tant féminines que masculines représentant l'université de l'Alabama et participant aux compétitions organisées par la National Collegiate Athletic Association au sein de sa Division I.
Ses équipes sont membres de la Southeastern Conference (SEC) à l'exception des équipes d'aviron qui sont membres de la Big 12 Conference depuis la saison 2014-2015.
L'université se situe à Tuscaloosa dans l'État de l'Alabama aux États-Unis.
En 2002, Sports Illustrated désigne Alabama comme le 26e meilleur programme universitaire du pays.
Les infrastructures sur le campus se composent du Bryant-Denny Stadium d'une capacité de 101 821 sièges réservé au football américain (inauguré en 1929, tenant son nom de l'ancien entraîneur de football américain, Paul « Bear » Bryant et de l'ancien président de l'université, George Denny), du Coleman Coliseum (inauguré le 30 janvier 1968 et réservé au basket-ball) d'une capacité de 15 316 places, du Foster Auditorium (en), du Sewell–Thomas Stadium (baseball), de l'Alabama Soccer Stadium (en) (football), du Sam Bailey Track Stadium (athlétisme), de l'Ol' Colony Golf Complex (en) (golf), de l'Alabama Aquatic Center (natation), et de l'Alabama Tennis Stadium (tennis).
Le programme de football américain fait partie de la Southeastern Conference (SEC) dont elle est membre fondateur en 1932. Auparavant (de 1921 à 1932), elle avait évolué en Southern Conference. C'est l'équipe de football américain la plus titrée des équipes universitaires de football américain de 1re division.

## Sports représentés
| Hommes (8)                                  | Femmes (11)       |
| Athlétisme†                                 | Athlétisme†       |
| Basketball                                  | Basketball        |
| Cross country                               | Cross country     |
| Golf                                        | Golf              |
| Natation/Plongeon                           | Natation/Plongeon |
| Tennis                                      | Tennis            |
| Football américain                          | Football (soccer) |
| Baseball                                    | Softball          |
|                                             | Aviron            |
|                                             | Gymnastique       |
|                                             | Volleyball        |
| † – Athlétisme en salle et/ou en plein air. |                   |

## The million Dollar Band

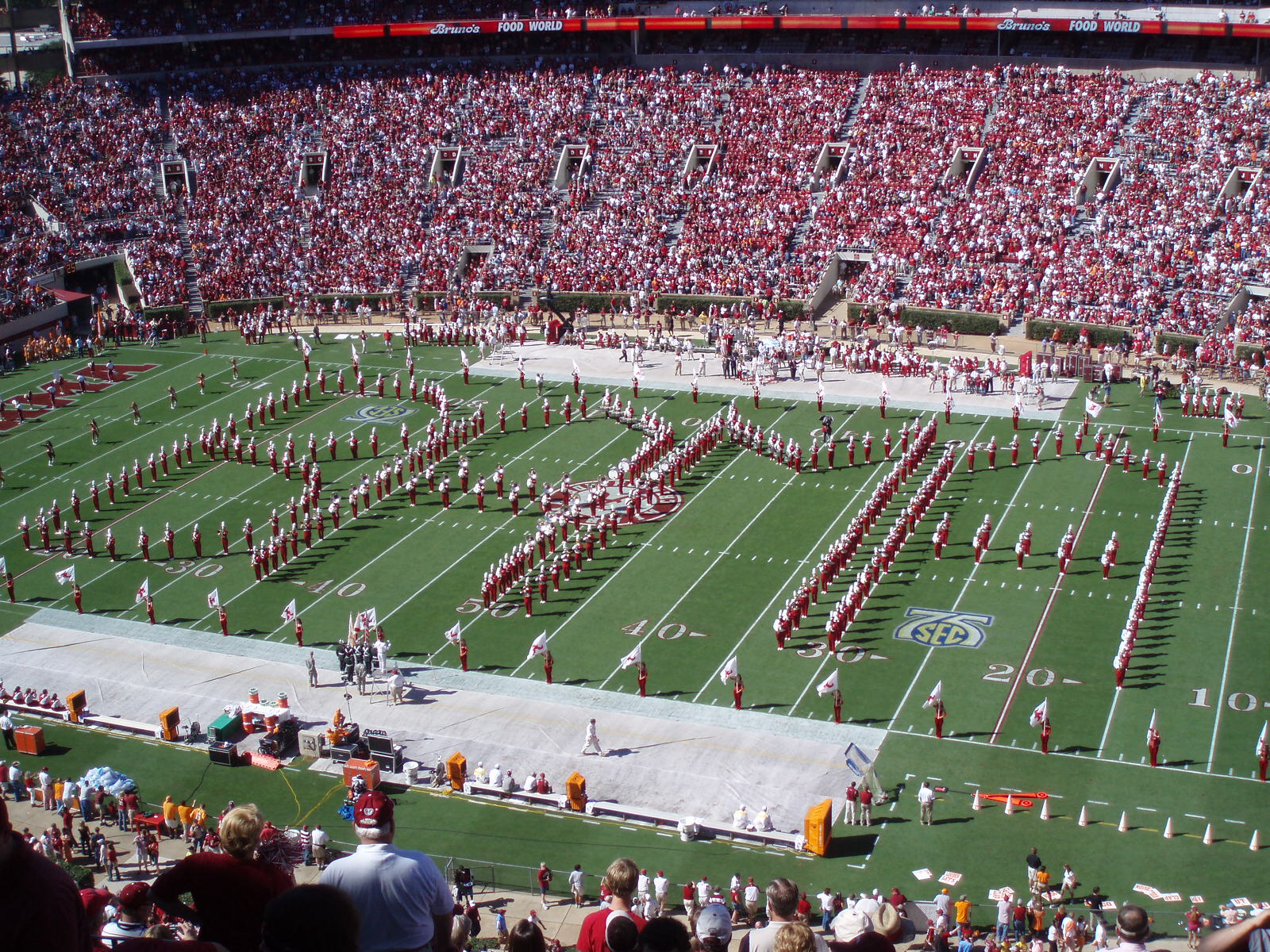
La « Million Dollar Band » lors d'un match en 2007.

Le Million Dollar Band est le nom donné à la fanfare de l'Université de l'Alabama laquelle fondée en 1912 était composée de 14 membres sous la direction du Docteur Gustav Wittig. En 1917, elle devient une fanfare militaire, dirigée par des étudiants jusqu'en 1927. Elle compte actuellement plus de 400 membres.
Deux versions expliquent l'origine de son nom :
- La principale remonte à une époque où l'équipe d'Alabama n'était pas très performante. Lors d'un match joué à Georgia Tech, l'entraîneur adverse aurait déclaré: « Votre équipe de football ne vaut pas un sou, mais vous avez une fanfare à un million de dollars ». Le nom serait resté.
- Pour la deuxième version, le nom de la fanfare émanerait de propos tenus après le match de 1922 perdu 33-7 à Georgia Tech par une personne influente à Alabama, W. C. "Champ" Pickens (en). Pour que la fanfare puisse assister à ce match, elle a dû solliciter des fonds auprès d'entreprises locales. Ayant réuni suffisamment d'argent, un journaliste sportif d'Atlanta aurait déclaré à Pickens : « Vous n'avez pas une bonne équipe ; qu'avez-vous en Alabama ? » et Pickens aurait répondu: « Une fanfare d'un million de dollars ! ».

## Football américain
L'étudiant en droit de l'Université de l'Alabama, William G. Little, avait appris à jouer au football américain alors qu'il allait à l'école à Andover dans l'État du Massachusetts. Il a commencé à enseigner ce sport à d'autres étudiants de son université au début de 1892,. Plus tard dans l'année, L'université crée officiellement une équipe de 19 joueurs ayant Little comme capitaine et E. B. Beaumont (en) comme entraîneur principal. Les premiers articles de journaux parlant du football à Alabama désignent l'équipe comme la plus importante équipe de son université, parlant du «Crimson White» par rapport à leurs couleurs (le crimson et le blanc). Les rédacteurs en chef ont ensuite rendu populaire le surnom "The Thin Red Line" (la fine ligne rouge). Ce n'est pas avant 1907 que le nom «Crimson Tide» est utilisé pour désigner Alabama. Ce nom est supposé avoir été utilisé pour la première fois par Hugh Roberts, ancien éditeur sportif au Birmingham Age-Herald. Roberts aurait inventé ce surnom pour décrire le match de 1907 entre Alabama et Auburn, match joué dans une «mer de boue». Bien qu'Auburn ait été désignée favorite du match, Alabama joue bien dans la «boue rouge» et parvient à faire match nul, 6 partout.
Depuis lors, le programme a gagné 28 titres de Southeastern Conference (SEC) et décroché 18 titres de champion national. En plus de ces titres, Alabama a été reconnue par la NCAA comme champion national pour les saisons 1945, 1962, 1966, 1967 et 1977. Néanmoins, Alabama n'a pas réclamé ces 5 titres.
Le 9 janvier 2012 (saison 2011), Alabama termine la saison classée no 2 et bat les no 1 de LSU lors du BCS National Championship Game.
Le 7 janvier 2013 (saison 2012), Alabama bat les Fighting Irish de Notre Dame 42 à 14 pour gagner son 15e titre de champion national. Bien que la NCAA ne mentionne que 14 titres de champion national pour le Crimson Tide, Alabama estime en avoir gagné 15 (comprenant six championnats disputés avant 1950, revendiqués rétroactivement par Alabama mais non reconnus par la NCAA),,.
En janvier 2016 (saison 2015), Alabama bat les Tigers de Clemson 45 à 40 remportant son 16e titre de champion national et le 8 janvier 2018 (saison 2017), Alabama bat les Bulldogs de la Géorgie 26 à 23 remportant le College Football Championship Game 2018 soit son 17e titre national.
L'équipe a également participé à 65 bowls (un record NCAA), le premier étant le Rose Bowl de 1926. Sa dernière apparition était au Sugar Bowl 2018 qui faisait partie du College Football Playoff. Alabama a un bilan en bowls de 39 victoires, 26 défaites et 3 nuls. Depuis 1913, Alabama a eu 98 joueurs sélectionnés dans la première équipe-type All-American, dont 29 étaient des sélections de consensus. En 2009, un joueur d'Alabama, Mark Ingram Jr. décroche de justesse et pour la première fois de l'histoire de l'université, le Trophée Heisman. L'écart entre les deux premiers était le plus petit de l'histoire de ce trophée. En 2015, Derrick Henry décroche un second Trophée Heisman pour Alabama.

## Autres sports

### Rivalités
- Mississippi State en baseball et en basket-ball
- Louisiana State en football
- Mississippi en football
- Florida en softball
- Georgia, en gymnastique.

### Palmarès

#### Sports masculins
2 titres nationaux NCAA
- Golf (2) : 2013, 2014

#### Sports féminins
8 titres nationaux NCAA
- softball (1) : 2012
- Gymnastique (6) : 1988, 1991, 1996, 2002, 2011, 2012
- Golf (1) : 2012

## Dans la culture populaire
Le nom du club a été repris dans le titre anglais (Crimson Tide) du film USS Alabama de Tony Scott, sorti en 1995, avec Gene Hackman et Denzel Washington dans les rôles principaux.